# Sinagoga Shaare Sedek
La Sinagoga Shaare Sedek (en hebreu: בית הכנסת שערי צדק) és un edifici religiós en el qual funciona una sinagoga ortodoxa a la ciutat de Barranquilla, Colòmbia. Va ser creat pels immigrants jueus sefardíes (jueus expulsats diversos segles enrere de la península ibèrica) en el començament del segle 20. Ofereix serveis tots els dies. Posseeix una gran aranya de cristall que destaca en el indret.